# Князев, Сергей Дмитриевич
Серге́й Дми́триевич Кня́зев (род. 15 февраля 1959, Павловский Посад) — российский правовед, судья Конституционного суда Российской Федерации (с 2008 года), председатель Избирательной комиссии Приморского края (1995—2008). Заслуженный юрист Российской Федерации, заслуженный деятель науки Российской Федерации. Доктор юридических наук, профессор.

## Биография
Родился 15 февраля 1959 года в Павловском Посаде Московской области.
После окончания в 1981 году с отличием юридического факультета Дальневосточного государственного университета поступил на очную целевую аспирантуру юридического факультета Ленинградского государственного университета. В 1985 году под научным руководством профессора Б. В. Дрейшева защитил кандидатскую диссертацию на тему: «Правовое обеспечение планирования комплексного развития городов (административно-правовой аспект)».
С 1985 года работал на кафедре государственного и международного права юридического факультета Дальневосточного государственного университета сначала ассистентом, затем старшим преподавателем, с 1990 года доцентом, а с 1996 года профессором кафедры государственного и административного права. В период с 1989 по 1990 годы был заместителем декана юридического факультета, а в период с 1990 по 1995 годы был деканом юридического факультета ДВГУ. После 1995 года (в связи с преобразованием юридического факультета ДВГУ в юридический институт ДВГУ) был заместителем директора института и заведующим кафедрой государственного и административного права. Заведующий кафедрой конституционного и административного права Юридической школы Дальневосточного федерального университета с 2011 по настоящее время.
Руководил рабочей группой по подготовке проекта Устава Приморского края, который был принят 12 сентября 1995 года.
В 1999 году в Санкт-Петербургском государственном университете защитил докторскую диссертацию на тему: «Избирательное право в правовой системе Российской Федерации (проблемы теории и практики)».
В 1995—2008 годах был председателем Избирательной комиссии Приморского края.
3 октября 2008 года Президент РФ направил Председателю Совета Федерации представление на кандидатуру С. Д. Князева для назначения судьёй Конституционного суда РФ. 15 октября 2008 года на заседании Совета Федерации был назначен судьёй Конституционного суда РФ, а 16 октября 2008 года включён в состав первой палаты Конституционного суда РФ.
Женат, имеет двух дочерей и сына.

## Санкции
16 декабря 2022 года, на фоне вторжения России на Украину, был внесён в санкционный список Евросоюза за решения, которые искусственно создают образ легитимности российского вторжения на Украину. Ранее был включён в санкционный список Украины.

## Награды
- Медаль ордена «За заслуги перед Отечеством» II степени (2008);
- почётное звание «Заслуженный юрист Российской Федерации» (2001)[6];
- почётное звание «Заслуженный деятель науки Российской Федерации» (2011)[7];
- Почётная грамота Президента Российской Федерации (2016)[8];
- Орден Дружбы (2019)[9].